# Bonnières-sur-Seine (tổng)
Tổng Bonnières-sur-Seine là một tổng của Pháp, tọa lạc tại tỉnh Yvelines trong vùng Île-de-France của Pháp.

## Phân chia đơn vị hành chính
Tổng Bonnières-sur-Seine được chia thành 27 xã:
- Bennecourt: 1801 dân,
- Blaru: 814 dân,
- Boissy-Mauvoisin: 526 dân,
- Bonnières-sur-Seine: 4017 dân,
- Bréval: 1646 dân,
- Chaufour-lès-Bonnières: 419 dân,
- Cravent: 325 dân,
- Favrieux: 124 dân,
- Fontenay-Mauvoisin: 302 dân,
- Freneuse: 3600 dân,
- Gommecourt: 576 dân,
- Jeufosse: 346 dân,
- Jouy-Mauvoisin: 511 dân,
- Limetz-Villez: 1763 dân,
- Lommoye: 525 dân,
- Ménerville: 189 dân,
- Méricourt: 367 dân,
- Moisson: 799 dân,
- Mousseaux-sur-Seine: 578 dân,
- Neauphlette: 813 dân,
- Perdreauville: 536 dân,
- Port-Villez 176 dân,
- Rolleboise: 400 dân,
- Saint-Illiers-la-Ville: 269 dân,
- Saint-Illiers-le-Bois: 437 dân,
- Le Tertre-Saint-Denis: 101 dân,
- La Villeneuve-en-Chevrie: 543 habitants.